# Caspar Tauber
Caspar Tauber († 17. September 1524 in Erdberg bei Wien) war ein evangelischer Märtyrer.

## Leben
Tauber stammte vielleicht aus dem südmährischen Brünn. Seit 1508 lebte er als Tuchhändler in Wiener Neustadt, seit 1511 in Wien. Er verfügte bald über einen beträchtlichen Wohlstand, so dass er 1519 als „Tuchlaubenherr“ erscheint und 1521 zu den „Genannten“ gehört, die Aufgaben der Stadtregierung innehatten.
Nachdem er mit evangelischem Gedankengut in Berührung gekommen und davon überzeugt worden war, verfasste Tauber eine reformatorische Flugschrift. Darin führte er Kritik an der Ohrenbeichte, der Heiligenfürbitte und der Lehre vom Fegefeuer aus. Umstritten ist die Herkunft von Taubers Stellung zum Abendmahl, das er konsequent symbolisch deutet. Am wahrscheinlichsten erscheint die Annahme, dass er Kenntnis vom Wirken und der Theologie Ulrich Zwinglis, der gleichfalls eine konsequent symbolische Deutung vertrat, erlangt hatte. Möglich ist auch, dass er Elemente der Theologie der Waldenser mit den Auffassungen Luthers verband.
1524 wurde Tauber schließlich verhaftet und im Kärntnerturm in Wien festgehalten. Er widerrief schließlich seine bisherigen Überzeugungen. Als Zeichen der Buße sollte er an drei Sonntagen im Büßerkleid – barfüßig, barhäuptig, eine Kerze in der Hand und einen Strick um den Hals – an der Pforte des Stephansdoms stehen und öffentlich widerrufen, zudem sollte er lebenslang ein schwarzes Kreuz als Zeichen seiner Ketzerei auf der Kleidung tragen. Für den 8. September 1524 war vereinbart worden, dass er öffentlich widerrufen sollte. Doch an jenem Tag verweigerte er dies, stattdessen berief er sich auf die Bibel und appellierte an das Reich. Am 17. September 1524 wurde er schließlich morgens früh zur Richtstätte auf der Gänseweide in Erdberg geführt und enthauptet. Sein Leichnam wurde – wie bei vermeintlichen Ketzern üblich – verbrannt; seine Asche verstreute man in der Donau. Tauber gilt als einer der ersten lutherischen Märtyrer im Gebiet des heutigen Österreichs (ein anderer namentlich bekannter Lutheraner war Martin Hofmann, der 1549 in Kärnten hingerichtet wurde); Taubers Mut beeindruckte Luther sehr.
Im Jahr 1894 wurde in Wien-Hernals (17. Bezirk) die Taubergasse nach Caspar Tauber benannt.
Die Evangelische Kirche in Deutschland ehrt Tauber mit einem Gedenktag im Evangelischen Namenkalender am 16. September.
Der Prozess gegen Tauber ist „historiografisch bisher nicht nach heutigen analytischen Standards aufgearbeitet worden“.